# Rijn-Hessen-Palts
Rijn-Hessen-Palts (Duits: Rheinhessen-Pfalz) was van 1968 tot 1999 een bestuurlijke regio (Regierungsbezirk) van het Duitse Bondsland Rijnland-Palts.
Het omvatte de Regierungsbezirken Rijn-Hessen en Palts.